# Vijfstraten
Vijfstraten is een wijk in de gemeente Beveren-Kruibeke-Zwijndrecht in de Belgische provincie Oost-Vlaanderen. De wijk ligt in het zuidwesten van het dorpscentrum van Beveren, als onderdeel van de wijk Nieuwe Parochie.
Vijfstraten ligt rond het vijfarmenkruispunt van de Gentseweg/Albert Panisstraat (N70), de Bijlstraat, de Pastoor Steenssensstraat en de Haasdonkbaan (N485). De N70 is een belangrijke secundaire weg van Beveren naar de stad Sint-Niklaas in het westen.

## Geschiedenis
De Ferrariskaart uit de jaren 1770 toont hier nog een landelijk gebied,  met nog een bochtige westelijke uitvalsweg uit Beveren richting Sint-Niklaas. De kaart toont een windmolen; dit is de Kleine Molen of Zandmolen, een houten staakmolen.
Op de Atlas der Buurtwegen uit 1841 is te zien dat ondertussen de uitvalsweg uit Beveren is rechtgetrokken, aangeduid als Route de Gand à Anvers, de huidige Albert Panisstraat/Gentseweg. Deze doorsnijdt het tracé van de oude weg (huidige Bijlstraat/Haasdonkbaan) ter hoogte van de huidige Pastoor Steenssensstraat waardoor het kruispunt met vijf takken ontstond. Het gehucht rond dit kruispunt werd hier al weergegeven als Vijfstraten, met net ten noordoosten richting centrum hierop aansluitend het gehucht De Byl. De Vandermaelenkaart uit het midden van de 19de eeuw toont het gehucht Vyf Straeten en geeft ook de windmolen weer als Kleynen Molen. De windmolen werd in 1908 gesloopt. Er werd nog verder gemalen in een mechanische maalderij, De Wreede.
Door groeiende lintbebouwing raakte het gehucht op het eind van de 19de en begin van de 20ste eeuw verder vergroeid met het centrum van Beveren. Door de uitbreiding van het dorp in deze richting, werd in de jaren 1930 hier een nieuwe parochie opgericht, en werd net ten noorden van Vijfstraten een parochiekerk opgetrokken. Deze westelijke wijk, waartoe ook Vijfstraten behoort, bleef bekend onder de naam Nieuwe Parochie.
De maalderij werd in 1981 gesloopt.

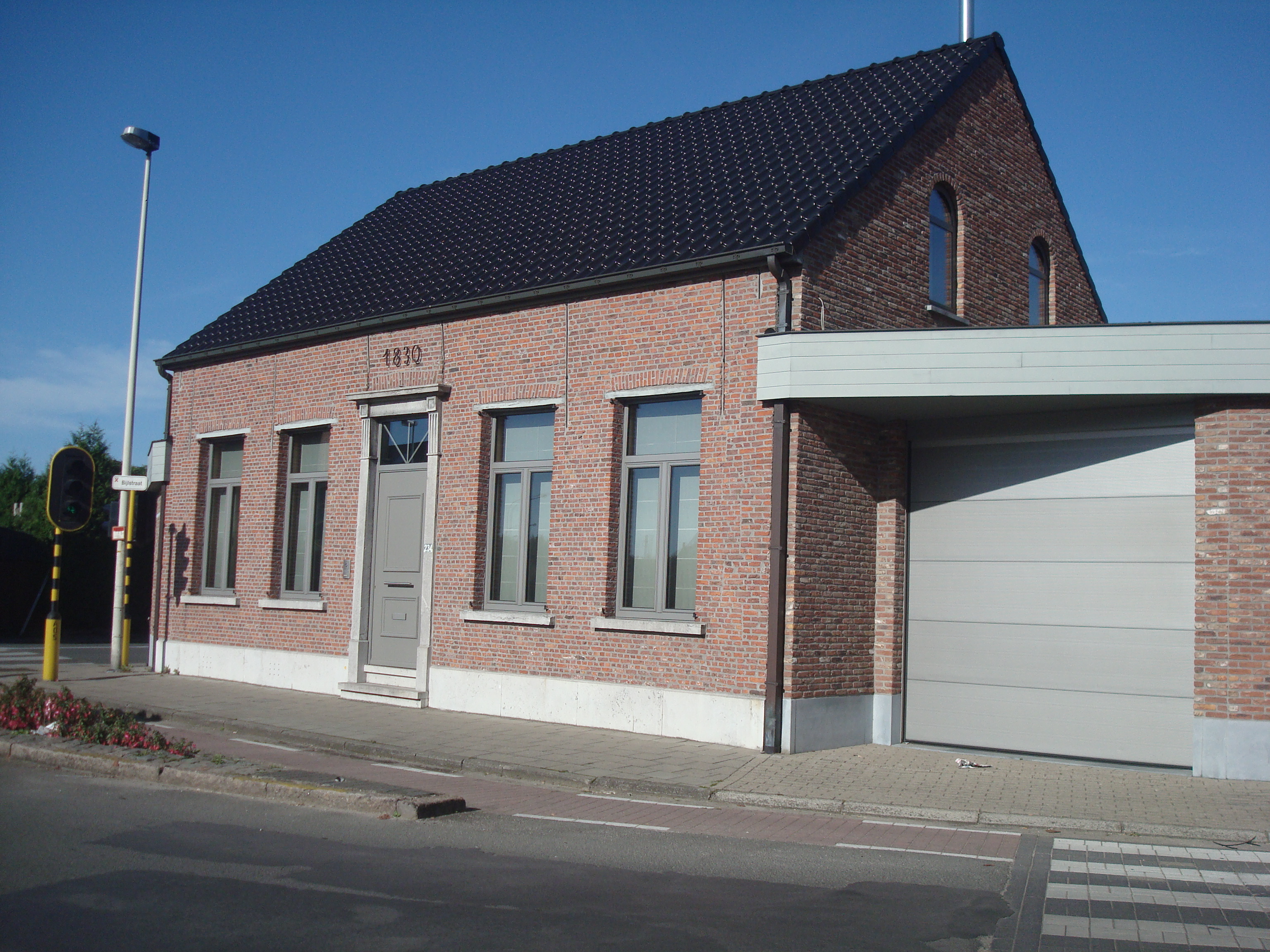
19de-eeuwse dorpswoning in Vijfstraten
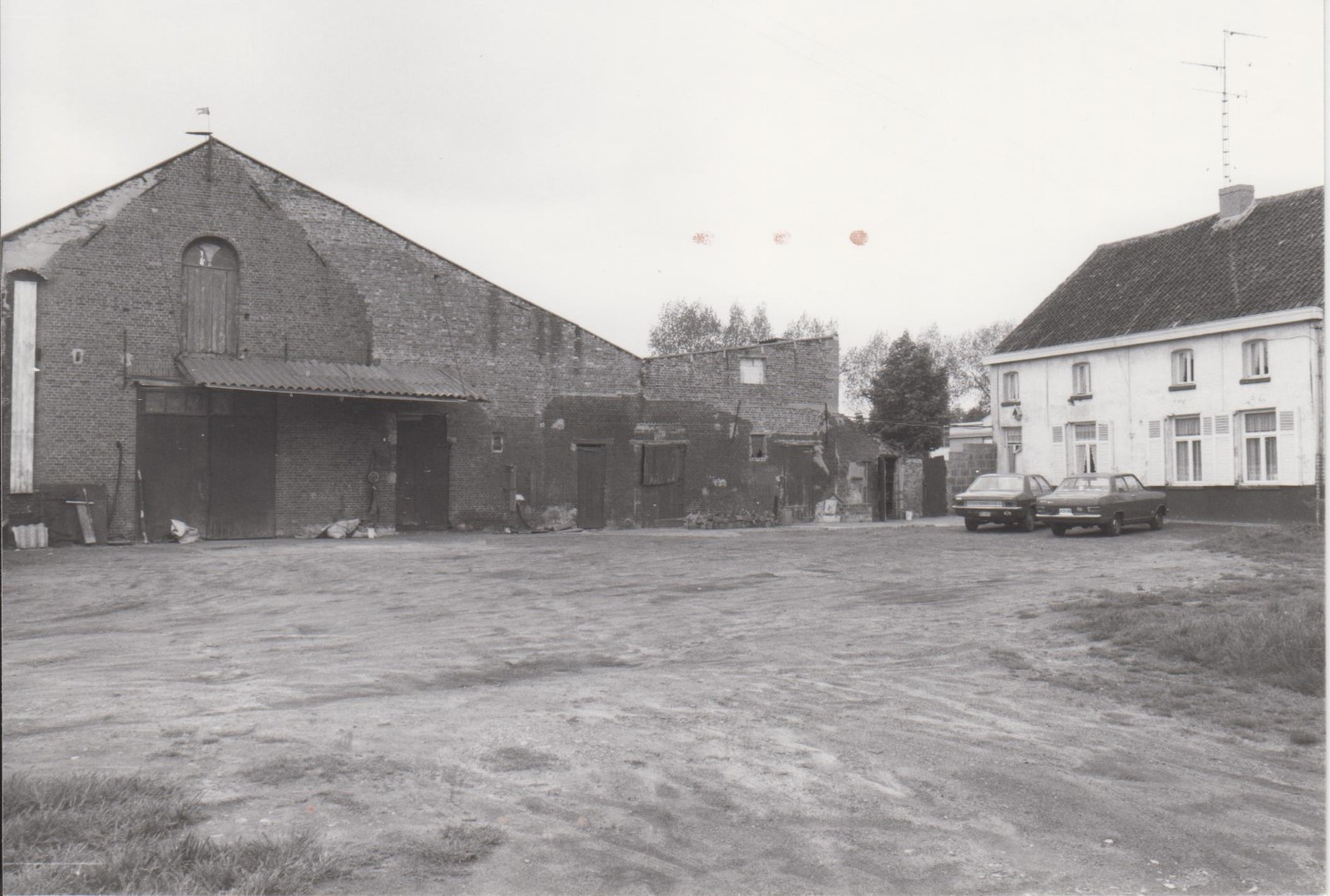
Voormalige maalderij De Wreede

Deelgemeenten: Bazel · Beveren · Burcht · Doel · Haasdonk · Kallo · Kieldrecht · Kruibeke · Melsele · Rupelmonde · Verrebroek · Vrasene · Zwijndrecht

Overige dorpen en gehuchten: Beestenhoek · Bloempot · De Bank · Doorn · Es · Gaverland ·  Geslecht · Groot Laar · Halve Maan · Hoogeinde · Hoogstraat · Kalishoek (Doel) · Kalishoek (Melsele) · Kemphoek · Klein Laar · Melseledijk· Mosselbank (Haasdonk) · Mosselbank (Vrasene) · Nieuwe Parochie · Ouden Doel · Oudendijk · Ponjaard · Prosperpolder · Puiput · Rapenberg · Rapenburg · Saftingen · Sint-Antoniushoek · Smoutpot · Stenen Kruis · Tijskenshoek · Vendoorn · Verrebroekse Blikken · Vijfstraten · Vliegenstal · Voshoek · Westakkers · Wilden Haan · Zillebeek · Zwaantje

Belgische gemeenten · Arrondissement Sint-Niklaas · Oost-Vlaanderen · Vlaanderen